# Бутово (Болгарія)
Бу́тово (болг. Бутово) — село у Великотирновській області Болгарії. Входить до складу общини Павликени.

## Населення
За даними перепису населення 2011 року у селі проживали 752 особи.
Національний склад населення села:
| Національність   | Кількість осіб | Відсоток |
| ---------------- | -------------- | -------- |
| болгари          | 658            | 89,5%    |
| турки            | 62             | 8,4%     |
| цигани           | 7              | 1,0%     |
| інша             | 8              | 1,1%     |
| не визначились   | 0              | 0%       |
| Всього відповіли | 735            |          |

Розподіл населення за віком у 2011 році:
Динаміка населення: